# Беринський Лев Самуїлович
Лев Самуїлович Беринський (їд. לעװ בערינסקי нар. 6 квітня 1939, Каушани, Бессарабія, Румунія) — єврейський поет і перекладач. Пише їдишем та російською мовою .

## Життєпис
Лев Беринський народився в бессарабському містечку Каушани (тепер райцентр Каушанського району Молдови) у родині закрійника Шміла Лейбовича Беринського (1914—?). У роки німецько-радянської війни з матір'ю Рухл Срулівною Фікс перебував у евакуації в Таджикистані в місті Регарі та на Уралі в місті Златоуст (батько був на фронті) . Після повернення до Молдови сім'я деякий час жила в Нових Каушанах, потім перебралася до кишинівського району Табакерія. Тут Беринський рано увійшов у літературне середовище, потоваришував із майбутнім кінорежисером Валеріу Гажіу, а пізніше — з майбутніми літераторами Олександром Гельманом та Олександром Бродським. Дебютував віршем в кишинівській газеті «Юний Ленінець» у спільній з Валерієм Гажіу публікації за 5 січня 1953 року .
З 1954 року жив в українському Сталіно, де після навчання в Сталінському технікумі підготовки культпросвітпрацівників (1957—1959) працював акордеоністом та вчителем музики. Входив до групи місцевих поетів, був близько знайомий з українським поетом Василем Стусом, публікувався в газеті «Комсомолець Донбасу». У 1960—1961 роках жив і працював у Молдові, потім знову повернувся до Донецька . У 1963—1968 роках навчався на факультеті іноземних мов Смоленського педагогічного інституту (німецька мова та література), у 1965—1970 роках навчався на відділенні поетичного перекладу в Літературному інституті імені Горького, у 1970—1974 роках викладав німецьку мову в московському профтехучилищі.
У 1981 році дебютував віршами на їдиші в московському часописі « Совєтіш Геймланд» (Радянська Батьківщина) і став його постійним автором. У 1981—1983 роках навчався у першій групі єврейської мови та літератури на Вищих Літературних курсах Спілки письменинків СРСР при Літературному інституті імені Максима Горького одночасно з літераторами Борисом Сандлером, Мойше Пенсом, Велвлом Черніним, Олександром Бродським . Вів літературну частину в московському виданні «ВЕСК» (Вісник Єврейської Радянської Культури) та постійну колонку в кишинівській газеті «Ундзер Кол» (Наш голос, під псевдонімом І. Дітєв).
З 1991 року проживає в Ізраїлі (з 1992 року в місті Акко). Один із засновників літературного журналу «Найе вейгн» (Нові шляхи, виходив з 1992 по 2003 рік), голова ізраїльської спілки письменників і журналістів, що пишуть на ідиші (1998—2001), член ПЕН-клубу . Лауреат премій Сари Горбі (1993), Давида Гофштейна (1997), Іцика Мангера (1997) — найвищої літературної премії за творчість на ідиші.

## Родина
- Брат — композитор Сергій Самуїлович (Срул Шмілевич) Беринський (1946—1998).
- Сестра — Сіма Самуїлівна Беринська, віолончелістка, музичний педагог[4] .

## Перекладацька діяльність
Лев Беринський — автор численних перекладів з німецької, румунської (молдавської), іспанської, івриту та інших мов на їдиш та на російську мову, а також з їдишу на російську і навпаки. Окремими книгами вийшли його російські переклади поезії та прози Марка Шагала, Дори Тейтельбойм, Іцхака Башевіса-Зінгера та Мордхе Цаніна (з їдиша), Мірчі Дінеску та Шауля Кармеля (з румунської). Крім того, російською мовою перекладав Хаїма Бялика (велика поема «Місто різанини»), Шлойме Ворзогера, Мотла Грубіяна, Арона Вергеліса та Хаїма Бейдера (з їдиша), Антоніо Мачадо, Омара Лару та Рафаеля Альберті (з іспанської), Жоржі Амаду (з португальської), драматургію Альфреда Жаррі (з французької) та Марина Сореску (з румунської); вірші Єміліана Букова, Андрія Лупана, Павла Боцу, Паула Міхні, Думитру Матковського (з молдавської), Василя Стуса (з української мови), Едуардаса Межелайтіса (з литовської), есеїстику рабина Мозеса Розена (з румунської), багатьох румунських поетів (Міхая Емінеску, Джордже Баковія, В. Теодореску, Никити Стенеску, І. Олександру, та кілька десятків інших).
На їдиші публікувалися його переклади з літературних творів Мірчі Дінеску, Дана Пагіса, Єгуди Аміхая, Олексія Парщикова, Євгена Рейна, Василя Стуса, з німецької поезії (Райнера Марії Рільке, Сари Кірш, Еміля Брукнера) та багатьох інших поетів.

## Літературна діяльність
Перша віршована збірка на їдиші «Дер зунікер велтбой» (Сонячний миробуд) вийшла у московському видавництві «Радянський письменник» у 1988 році . З того часу в Ізраїлі вийшли три збірки віршів на їдиші (дві з яких двомовні: їдиш-англійська та їдиш-російська) і дві збірки віршів російською мовою (одна — під псевдонімом Маврогеній Пуш). У своїй творчості на їдиші Беринський тяжіє до модернізму — з гекзаметрованим верлібром, інтертекстуальною насиченістю, вільним використанням наукової термінології та південної (бессарабської) діалектної мови.
Вперше їдиські вірші Беринського російською мовою переклав Олексій Парщиков (уродж. Рейдерман). Вірші Беринського у перекладі німецькою мовою (поема «Rendsburger Mikwe» та збірка «Experimente mit Weltelementen») у книжковій формі були видані в Німеччині в 1994 і 1999 роках . Російські вірші Беринського включалися в антології російськомовної поезії Ізраїлю та України. На іврит його вірші перекладали Яаков Бессер і Ашер Галь, румунською — Григорі Хаджіу та Мірча Дінеску, англійською — Вів'єн Еден і Далья Розенфельд, французькою — Шарль Добжинський і Батья Баум. Крім віршованих творів Беринський регулярно публікує есеїстику та публіцистичні статті в газеті « Форвертс» (Вперед, Нью-Йорк), альманаху «Найє вейгн» (Нові шляхи, Тель-Авів) та деяких інших сучасних виданнях на їдиші. У публіцистиці схильний до використання екзотичних псевдонімів (Маврогеній Пуш, І. Дітєв, Едіт Нах, А. Захаренков тощо).
Вірші Лева Беринського були покладені на музику молдавською композиторкою Златою Ткач та братом поета Сергієм Беринським («Летюча пара», «Одкровення» та інші).

## Книги єврейською мовою
- דער זוניקער װעלטבױ (дер зунікер велтбой — сонячний миробуд), Радянський письменник: Москва, 1988.
- Rendsburger Mikwe: Poem, aus dem Jiddischen von Manfred Kauke (Рендсбурзька міква, поема), двомовне видання: на їдиші — гебрайською абеткою і в латинській транслітерації — і німецькою мовою, Rendsburger Jüdisches Museum: Рендсбург-9.
- Calystegia Sepium: ליבע לידער (лібе лідер — вірші про кохання, на їдиші та в російському перекладі автора), Дорграф: Тель-Авів, 1995.
- פֿישפֿאַנג אין װענעציִע (фішфанг ін Венеціе — риболовля у Венеції), Х. Лейвік-Фарлаг: Тель-Авів, 1996.
- לופֿטבלומען (луфтблумен/airflowers — повітряні квіти, на ідиші та в англійському перекладі), Іцхак Перец -Фарлаг: Тель-Авів, 2001.
- שײַנפֿלײץ (Шайнфлейц, поезія). Том 1. Акко, 2015.
- אַטלאַנטידיש (атлантидиш, проза). Том 2. Акко, 2015.

## Книги німецькою мовою
- Собаки на вулицях Тель-Авіва. Морія: Тель-Авів, 1992.
- Смерть вітряка (сонети). Бібліотека Матвія Чорного: Тель-Авів, 1996.
- Experimente mit Weltelementen. Gedichte, Poeme und Prosa (Експерименти зі світовими елементами), німецькою мовою, вступне слово та переклад: Andrej Jendrusch. Edition DODO: Берлін, 1999.
- Збірка Міхоела Фельзенбаума, Лева Беринського та Геннадія Естрайха німецькою мовою, за редакцією проф. Астрід Штарк, Universite de Haute Alsace), Solothurner Literaturtage: Золотурн, 2002.
- Seminar jiddische Lyrik, Schüler übersetzen Gedichte von Lev Berinski (семінар поезії на ідиші, 2. Auflage, Die Falken: Ганновер, 2004.
- На шляхах вавилонських: Вибрані вірші та поеми (вірші та поеми російською мовою та переклади з ідишу). Бібліотека «Дикого поля». Донецьк: Точка опори, 2009.
- На кроквах ейнсофа (проза). Донецьк: Точка опори, 2011.

## У перекладах Лева Беринського
- Марін Сореску . Лоно: П'єса на 3 дії. Пер. з румунської К. Ковальджі та Л. Беринського. М: ВААП, 1977.
- Тудор Попеску . Терра-2: Комедія. У 3-х діях, з епілогом. Переклад з румунської. М: ВААП-Інформ, 1981.
- Еміліан Буков. Брумісти: Повість. Переклад з молдавської. Кишинів: Література артистике, 1982.
- Еміліан Буков. Думи серця: Роман у віршах. Переклад з молдавської. Кишинев: Література артистике, 1983.
- Гравітація світла. Переклад з румунської. Бухарест, 1986.
- Анатолій Чокану. Повітря нашої юності: вірші. Переклад з молдавської. Кишинев: Література артистике, 1987.
- Іон Болдума. Родовід. Переклад з молдавської. Кишинів: Література артистике, 1988.
- Марк Шагал . Ангел над дахами: вірші, проза, статті, виступи, листи. Переклад з ідишу, складання, передмову та коментарі Лева Беринського. М.: Сучасник, 1989.
- Мірча Динеску. Вибране. Переклав з румунського Лев Беринський. Серія «Сучасна зарубіжна лірика». М: Молода гвардія, 1989.
- Ісаак Башевіс Зінгер. Шоша. Оповідання. Переклад з їдишу та післямова Л. Беринського. М.: РІК Культура Текст, 1991.
- Дора Тейтельбойм. Вогняний кущ (вірші). Переклав з їдишу Л. Беринський. Тель-Авів, 1992.
- М. Цанін. По той бік часу: оповідання. Переклад з їдишу та післямова Л. Беринського. Тель-Авів: Прогрес, 1993.
- Шаул Кармель. Молебень із квітами (вірші). Переклад з румунського Л. Беринського, передмова Є. Бауха. Тель-Авів: Морія, 1993.
- Арон Вергеліс . סטאַלין און מיכאָעלס (Сталін та Міхоелс). Драматична поема з передмовою та у перекладі російською та німецькою мовами Лева Беринського. Тримовне видання. Тель-Авів, 2011 року.
- Ісаак Башевіс Зінгер. Кукареку (оповідання). Переклад та упорядкування — Л. Беринський. М.: Текст — Книжники, 2017.

## Електронні видання
- Подборка стихотворений в журнале «22».
- Интервью на немецком языке. Архів оригіналу за 30 листопада 2012. (аудио) и стихотворение в авторском исполнении. Архів оригіналу за 30 листопада 2012.
- Донецкие воспоминания с редакционными купюрами в журнале «Дикое поле».
- Стихотворение в журнале «Дикое поле» (Донецк).
- Стихи в журнале «День и ночь», 2004.
- Стихотворение в журнале «День и ночь», 2005.
- Поэма «Книга INRI».
- Антология румынской поэзии 1960—1980-х гг. в переводах Л. Беринского.
- Последнее лето в раю (рассказы в переводе с идиша).
- Авторские переводы с идиша.
- Поэма в «Иерусалимском журнале» (2010).
- Воспоминания о. А. Суцкевере

## Антологія
- טראָט בײַ טראָט: הײַנטצײַטיקע ייִדישע פּאָעזיִע — Step by Step на сучасні кроки, сучасний крок і захід: Step by Step: Contemporary Yiddish За редакцією Elissa Bemporad та Margherita Pascucci. Серія «Verbarium». Мачерата (Італія): Quodlibet, 2009.